# Svend Aage Thomsen
Svend Aage Thomsen (20. februar 1911 i Vejstrup – 26. marts 1961 i Vejle) stiftede Den Jyske Idrætsskole i 1942 (den nuværende Vejle Idrætshøjskole) og fungerede selv som forstander og lærer på skolen frem til sin død i 1961. Var op til grundlæggelsen atletikudøver på højt nationalt niveau.

## Uddannelse
Svend Aage Thomsen blev uddannet stenhugger i Vejle. Som idrætslærer var han autodidakt og uden formel uddannelsesmæssig pædagogisk kompetence. Han fik en delingsføreruddannelse på Gymnastikhøjskolen i Ollerup, der primært sigtede mod at lede gymnastikken på landet. 
Hans egen dybtfølte idrætserfaring kom fra atletikken på meget højt nationalt niveau, hvor han i alt havde 12 danske mesterskaber i atletik. Som forstander var han stadig på landsholdet og kunne ikke undgå at blive opfattet som eliteidrætsmand. I øvrigt besad han stor allround idrætserfaring fra mange idrætsgrene.
Tysklands besættelse af Danmark betød, at Svend Aage Thomsen blev arbejdsløs. Han var på et 3 måneders idrætslederkursus (6. januar 1941 – 29. marts 1941) på Danmarks Højskole for Legemsøvelser, hvis mål var:
"...til Afhjælpning af Manglen paa Idrætsledere en Række Kurser til Uddannelse af Lærere i den frivillige Gymnastik og Idræt. De paagældende Kursus fandt Sted dels paa Danmarks Højskole for Legemsøvelser i København, dels paa forskellige Højskoler i Provinsen."..
S. Aa. T. modtog afgangsbevis fra dette kursus i atletik. Det er tænkeligt, at Svend Aage Thomsen her så en mulighed for at lave sin egen type uddannelse i provinsen eller måske fik sin højskolebaggrund justeret. SAaT fik i hvert tilfælde set og prøvet idrætten i et lidt bredere perspektiv. Desuden blev idrættens begreber videnskabeliggjort for praktikeren. Lederudviklingen fortsatte, idet han kom på Folketjenestens lederskole i Karlslunde i efteråret 1941.
Svend Aage Thomsen tager selv perifært del i modstanden mod besættelsen og filmer bl.a. en jernbanesabotage.

## Idrætsmæssige bedrifter
Sven Aage Thomsen siges at være Danmarks ubestridt bedste all-round idrætsmand i slutningen af 1930'erne og starten af 40'erne. Resultaterne taler for sig selv:
Rekorder: tre danske rekorder i både 110 meter hæk og tikamp. Den sidste rekord i 110 m hæk på 14,5 sekunder blev sat på Vejle Stadion 14. september 1942 og blev først slået 27 år senere. Den sidste rekord i tikamp på 7005 point blev ligeledes sat på Vejle Stadion 14.-15. september 1942 og blev først overgået 23 år senere.
Nationale mesterskaber: I perioden 1934-1942 vandt Sven Aage Thomsen 20 jyske mesterskaber og 12 danske mesterskaber i hækkeløb, længdespring, højdespring, stangspring og tikamp. De 12 danske mesterskaber tæller følgende: 
- 4 x 110 m hæk
- 2 x højdespring
- 1 x stangspring
- 5 x tikamp (Første titel for Kolding IF. Tre titler for Århus Fremad. Den sidste titel for Vejle IF)

Internationale mesterskaber: Svend Aage Thomsen blev udtaget til OL i 1936 hvor han deltog i højdespring og 110 m hæk men opnåede ingen finale-deltagelse. Deltog desuden ved EM i 1938 uden at vinde medaljer.
Han deltog også flere gange ved DM i gymnastik hvor det som bedst blev en 5. plads individuelt.
Han har 3 barnebørn og 6 oldebørn